# سوئدا، فوکوئوکا
سوئدا، فوکوئوکا (به لاتین: Soeda, Fukuoka) یک منطقهٔ مسکونی در ژاپن است که در استان فوکوئوکا واقع شده‌است. سوئدا ۹٬۸۰۲ نفر جمعیت دارد.